# Olympische Sommerspiele 2012/Gewichtheben – Leichtgewicht (Männer)
Das Gewichtheben der Männer in der Klasse bis 69 kg (Leichtgewicht) bei den Olympischen Spielen 2012 in London fand am 31. Juli 2012 im ExCeL Exhibition Centre statt. Es traten 24 Sportler aus 19 Ländern an.
Der Wettbewerb bestand aus zwei Teilen: Reißen (Snatch) und Stoßen (Clean and Jerk). Die Teilnehmer traten in zwei Gruppen zuerst im Reißen an, bei dem sie drei Versuche hatten. Wer ohne gültigen Versuch blieb, schied aus. Im Stoßen hatte wieder jeder Starter drei Versuche. Der Sportler mit dem höchsten zusammenaddierten Gewicht gewann. Im Falle eines Gleichstandes gab das geringere Körpergewicht den Ausschlag.

## Titelträger
| Weltmeister   | Reißen    | Mete Binay   | 157 kg | WM 2011 in Paris |
| Weltmeister   | Stoßen    | Tang Deshang | 166 kg | WM 2011 in Paris |
| Weltmeister   | Zweikampf | Tang Deshang | 341 kg | WM 2011 in Paris |
| Olympiasieger | Zweikampf | Liao Hui     | 348 kg | Peking 2008      |

## Bestehende Rekorde
| Weltrekord    | Reißen    | Georgi Markow   | 165 kg | Sydney, Australien  | 20. September 2000 |
| Weltrekord    | Stoßen    | Zhang Guozheng  | 197 kg | Qinhuangdao, China  | 11. September 2003 |
| Weltrekord    | Zweikampf | Galabin Boewski | 357 kg | Athen, Griechenland | 24. November 1999  |
| Olympiarekord | Reißen    | Georgi Markow   | 165 kg | Sydney, Australien  | 20. September 2000 |
| Olympiarekord | Stoßen    | Galabin Boewski | 196 kg | Sydney, Australien  | 20. September 2000 |
| Olympiarekord | Zweikampf | Galabin Boewski | 357 kg | Sydney, Australien  | 20. September 2000 |

## Zeitplan
- Gruppe A: 31. Juli 2012, 10:00 Uhr
- Gruppe B: 31. Juli 2012, 19:00 Uhr

## Endergebnis
| Platz | Sportler                 | Land           | Gruppe | Körper- gewicht | Reißen (kg) | Reißen (kg) | Reißen (kg) | Reißen (kg) | Stoßen (kg) | Stoßen (kg) | Stoßen (kg) | Stoßen (kg) | Zweikampf |
| Platz | Sportler                 | Land           | Gruppe | Körper- gewicht | 1           | 2           | 3           | Ergebnis    | 1           | 2           | 3           | Ergebnis    | Zweikampf |
| ----- | ------------------------ | -------------- | ------ | --------------- | ----------- | ----------- | ----------- | ----------- | ----------- | ----------- | ----------- | ----------- | --------- |
| 1     | Lin Qingfeng             | China          | A      | 67,79           | 152         | 155         | 157         | 157         | 182         | 187         | 198         | 187         | 344       |
| 2     | Triyatno                 | Indonesien     | A      | 68,88           | 145         | 150         | 150         | 145         | 181         | 186         | 188         | 188         | 333       |
| 3     | Kim Myong-hyok           | Nordkorea      | B      | 68,78           | 140         | 145         | 145         | 145         | 177         | 184         | 187         | 184         | 329       |
| 4     | Junior Sánchez           | Venezuela      | B      | 68,67           | 145         | 148         | 148         | 148         | 172         | 176         | 180         | 180         | 328       |
| 5     | Won Jeong-sik            | Südkorea       | A      | 68,73           | 144         | 147         | 147         | 144         | 178         | 186         | 187         | 178         | 322       |
| 7     | Briken Calja             | Albanien       | A      | 68,96           | 143         | 146         | 146         | 143         | 173         | 174         | 177         | 177         | 320       |
| 8     | Mohamed Abdelbaki        | Ägypten        | A      | 68,97           | 141         | 145         | 145         | 145         | 171         | 176         | 176         | 171         | 316       |
| 9     | Kim Kum-sok              | Nordkorea      | A      | 68,61           | 140         | 140         | 145         | 140         | 175         | 181         | 181         | 175         | 315       |
| 10    | Deni                     | Indonesien     | A      | 67,63           | 140         | 140         | 145         | 140         | 170         | 171         | 177         | 171         | 311       |
| 11    | Daniyar İsmayilov        | Turkmenistan   | B      | 68,06           | 140         | 145         | 150         | 145         | 160         | 165         | 170         | 165         | 310       |
| 12    | Doyler Sánchez           | Kolumbien      | B      | 68,11           | 135         | 138         | 140         | 138         | 170         | 170         | 174         | 170         | 308       |
| 13    | Katulu Ravi Kumar        | Indien         | B      | 68,67           | 136         | 141         | 141         | 136         | 167         | 176         | 176         | 167         | 303       |
| 14    | Atthaphon Daengchanthuek | Thailand       | B      | 68,83           | 130         | 135         | 135         | 130         | 165         | 170         | 170         | 170         | 300       |
| 15    | Gareth Evans             | Großbritannien | B      | 68,31           | 125         | 130         | 133         | 130         | 153         | 158         | 160         | 158         | 288       |
| —     | Arakel Mirsojan          | Armenien       | A      | 68,73           | 148         | 148         | 151         | 148         | 177         | 177         | 181         | —           | DNF       |
| —     | Daniel Godelli           | Albanien       | A      | 68,49           | 142         | 145         | 145         | —           | —           | —           | —           | —           | DNF       |
| —     | Əfqan Bayramov           | Aserbaidschan  | A      | 68,54           | 142         | 142         | 142         | —           | —           | —           | —           | —           | DNF       |
| —     | Bahrom Mendiboyev        | Usbekistan     | B      | 68,69           | 135         | 135         | 135         | —           | —           | —           | —           | —           | DNF       |
| —     | Vencelas Dabaya          | Frankreich     | A      | 68,66           | 135         | 135         | 135         | —           | —           | —           | —           | —           | DNF       |
| —     | Bernardin Matam          | Frankreich     | A      | 68,32           | 143         | 143         | 144         | —           | —           | —           | —           | —           | DNF       |
| —     | Răzvan Martin            | Rumänien       | A      | 68,61           | 149         | 152         | 152         | —           | 177         | 180         | 182         | —           | DSQ       |
| —     | Sərdar Həsənov           | Aserbaidschan  | B      | 68,77           | 138         | 145         | 150         | —           | 167         | 176         | 181         | —           | DSQ       |
| —     | Mete Binay               | Türkei         | A      | 68,70           | 150         | 150         | 153         | —           | 175         | 180         | 180         | —           | DSQ       |
| —     | Bünyamin Sezer           | Türkei         | B      | 66,95           | 120         | 125         | 130         | —           | 135         | 145         | 153         | —           | DSQ       |

- Lin Qingfengs Goldmedaille bedeutete den dritten chinesischen Sieg in Folge bei insgesamt fünf Siegen in dieser Gewichtsklasse.
- Triyatno gewann die erste Medaille Indonesiens in dieser Gewichtsklasse.
- Mete Binay wurde aufgrund von Nachtests 2020 positiv auf Stanozolol getestet und am 9. Juli 2020 aus den Ergebnislisten gestrichen.[1]
- Răzvan Martin wurde am 25. November 2020 nachträglich disqualifiziert.[2]
- Sərdar Həsənov wurde aufgrund von Nachtests im April 2021 nachträglich disqualifiziert.
- Bünyamin Sezer wurde aufgrund von Nachtests im April 2023 nachträglich disqualifiziert.